# C-діапазон (IEEE)

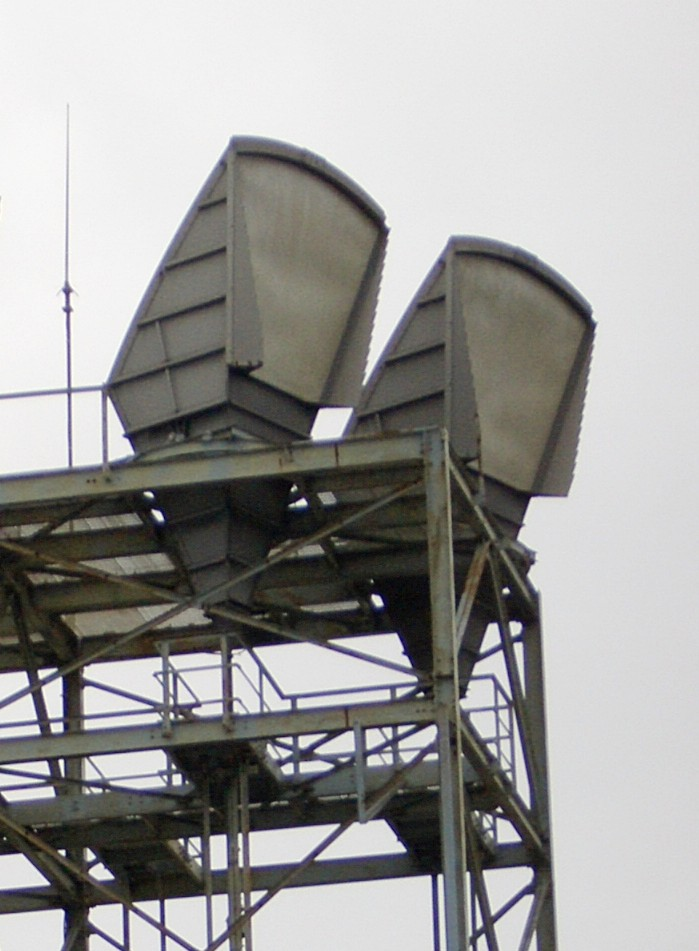
Рупорні антени C-діапазону цього типу набули широкого поширення в США в 1950-х роках для наземних мікрохвильових радіорелейних мереж.

Діапазон C — це позначення Інституту інженерів з електротехніки та електроніки (IEEE) для частини електромагнітного спектру в мікрохвильовому діапазоні частот від 4,0 до 8,0 гігагерц (ГГц). Проте Федеральна комісія зі зв'язку США провела процедуру та аукціон C-діапазону 3,7–4,2 ГГц як діапазон C. Діапазон C використовується для багатьох передач супутникового зв'язку, деяких пристроїв Wi-Fi, деяких бездротових телефонів, а також для деяких систем спостереження та метеорологічних радарів.

## Використання в супутниковому зв'язку
Смуга частот C була першою смугою частот, яка була виділена для комерційної телекомунікації через супутники. Ці ж частоти вже використовувалися для наземних мікрохвильових радіорелейних ланцюгів. Майже всі супутники зв'язку C-діапазону використовують діапазон частот від 3,7 до 4,2 ГГц для їх низхідних каналів, а діапазон частот від 5,925 до 6,425 ГГц для їх висхідних каналів. Зверніть увагу, що через використання діапазону від 3,7 до 4,0 ГГц, цей C-діапазон дещо перекривається з S-діапазоном IEEE для радарів.
Супутники зв'язку C-діапазону зазвичай мають 24 радіотранспондери, розташовані на розділені на 20 МГц один від одного, але з сусідніми транспондерами в перпендикулярних поляризаціях, так що транспондери в одній поляризації завжди розділені на 40 МГц один від одного. З цих 40 МГц, кожен транспондер використовує близько 36 МГц. (Невикористані 4.0 МГц між парами транспондерів діють як «захисні смуги» для імовірного випадку недосконалості мікрохвильової електроніки.)
C-діапазон використовується для супутникового зв'язку, як для постійних супутникових телевізійних мереж, так і для необроблених супутникових каналів, хоча також існують програми за підпискою. Це використання контрастує з супутником прямого мовлення, який є повністю закритою системою, яка використовується для передавання програм за передплатою на невеликі супутникові антени, підключені до власного приймального обладнання.
Супутникова частина діапазону C пов'язана з телевізійними системами супутникового прийому, які зазвичай називають системами «великої тарілки», оскільки маленькі приймальні антени не є оптимальними для C-діапазону. Типові розміри антен у системах із підтримкою C-діапазону коливаються від 6 до 12 футів (від 1,8 до 3,5 метрів) на споживчих супутникових антенах, хоча можна використовувати й більші. Для супутникового зв'язку мікрохвильові частоти C діапазон працює краще за несприятливих погодних умов порівняно з K u діапазоном (11.2–14.5 ГГц), мікрохвильові частоти, що використовуються іншими супутниками зв'язку. Дощове згасання – збірна назва негативного впливу несприятливих погодних умов на передачу – здебільшого є наслідком опадів і вологи в повітрі.

### Інше використання частот C-діапазону
C-діапазон також включає 5.8 діапазон ISM ГГц між 5,725 і 5,875 ГГц, який використовується для медичних і промислових систем опалення та багатьох неліцензованих мікрохвильових систем зв'язку малого радіусу дії, таких як бездротові телефони, радіоняні та системи доступу без ключа для транспортних засобів. Частоти C-діапазону 5,4 діапазон ГГц [5,15–5,35 ГГц, від 5,47 до 5,725 ГГц, або від 5,725 до 5,875 ГГц, залежно від регіону світу] використовуються для бездротових комп'ютерних мереж IEEE 802.11a Wi-Fi.

## C-Band Alliance
C-Band Alliance був галузевим консорціумом чотирьох великих операторів супутникового зв'язку в 2018—2020 роках.
У відповідь на Повідомлення про запропоновану нормотворчість від липня 2018 року від Федеральної комісії зв'язку США (FCC), щоб зробити 3.7 до 4.2 Спектр ГГц, доступний для наземних послуг фіксованого та мобільного широкосмугового зв'язку наступного покоління, C-Band Alliance (CBA) був створений у вересні 2018 року чотирма операторами супутникового зв'язку — Intelsat, SES, Eutelsat і Telesat — які надають більшість C супутникові послуги в діапазоні діапазонів у США, включаючи розповсюдження медіа для 100 мільйонів домогосподарств у США. Консорціум запропонував FCC виступити в якості посередника для очищення та перепрофілювання 200 Частина спектру C-діапазону в МГц для прискорення розгортання послуг 5G наступного покоління, одночасно захищаючи діючих користувачів і їхні мережі розповсюдження контенту та передачі даних у США від потенційних перешкод.
C-Band Alliance лобіював приватний продаж, але FCC і деякі члени Конгресу хотіли провести аукціон. У листопаді 2019 року FCC оголосила про запланований аукціон, який відбувся в грудні 2020 року. Кабельні оператори хотіли отримати компенсацію за втрату 200 МГц, яка не включала б захисну смугу 20 МГц для запобігання перешкодам.
До кінця 2019 року комерційний альянс ослаб. Eutelsat офіційно вийшов з консорціуму у вересні 2019 року через внутрішні розбіжності. До лютого 2020 року це стало ще меншим чинником перерозподілу спектру C-діапазону, оскільки Intelsat вийшов з альянсу та повідомив FCC, що C-Band Alliance припинив роботу. Серед інших претензій Intelsat стверджував, що було очевидно, що FCC вже розглядає кожного оператора супутникового зв'язку індивідуально, і тому для кожної компанії має сенс реагувати на FCC з власної комерційної точки зору.
14 травня 2020 року, незадовго до проведення нових аукціонів із використання спектру 5G, Intelsat, один із основних членів C-Band Alliance, оголосив про банкрутство із загальним боргом понад US$15 billion. Публічна інформація показала, що компанія розглядала захист від банкрутства принаймні з лютого 2020 року.

## Відмінності в частотному діапазоні залежно від географічного регіону
Незначні варіації у розподілі частот діапазону C були схвалені для використання в різних частинах світу залежно від їх розташування в трьох радіорегіонах ITU. Зверніть увагу, що один регіон включає всю Європу та Африку, а також всю Росію; другий включає всю Америку, а третій регіон включає всю Азію за межами Росії, а також Австралію та Нову Зеландію. Цей останній регіон є найбільш густонаселеним, оскільки він включає Китай, Індію, Пакистан, Японію та Південно-Східну Азію.
| Група                       | Передавати частота (ГГц) | Отримати частота (ГГц) |
| --------------------------- | ------------------------ | ---------------------- |
| Стандартний C-діапазон      | 5,850–6,425              | 3,625–4,200            |
| Супер розширений C-діапазон | 6,425–6,725              | 3.400–3.625            |
| Додаток 30B INSAT / ITU     | 6,725–7,025              | 4.500–4.800            |
| Російський діапазон C       | 5,975–6,475              | 3.650–4.150            |
| Діапазон LMI C              | 5,7250–6,025             | 3.700–4.000            |

## Радіоаматор
Регламент радіозв'язку Міжнародного союзу електрозв'язку дозволяє радіоаматорську роботу в діапазоні частот від 5,650 до 5,925 ГГц, а робота аматорських супутників дозволена в діапазонах від 5,830 до 5,850 ГГц для низхідних каналів і від 5,650 до 5,670 ГГц для висхідних каналів. Він відомий як 5-сантиметровий діапазон для аматорів і C-діапазон для AMSAT. 

## Прискорювачі частинок
Прискорювачі частинок можуть живитися від радіочастотних джерел С-діапазону. Частоти стандартизовані на 5,996 ГГц (Європа) або 5,712 ГГц (США), яка є другою гармонікою діапазону S.

## Експерименти з ядерного синтезу
Кілька термоядерних реакторів токамак використовують високопотужні радіочастотні джерела С-діапазону для підтримки тороїдального струму плазми. Загальні частоти включають 3,7 ГГц (Joint European Torus, WEST (раніше Tore Supra)), 4,6 ГГц (Alcator C, Alcator C-Mod, EAST, DIII-D), 5 ГГц (KSTAR, ITER) і 8 ГГц (Frascati Tokamak Upgrade).

## Аеронавігаційна радіонавігаційна служба
Смуга частот 4,2–4,4 ГГц в даний час призначена для аеронавігаційної радіонавігаційної служби (ARNS) на первинній всесвітній основі. У RR № У 5.438 зазначено, що ця смуга зарезервована виключно для радіолокаційного висотоміра, встановленого на борту літака, і для відповідних транспондерів на землі.

## Стільниковий телефонний зв'язок
У лютому 2020 року Федеральна комісія зі зв'язку США ухвалила правила для C-діапазону на 3,7–4,2 ГГц, що виділив нижні 280 мегагерц діапазону, на 3,7–3,98 ГГц, для наземного бездротового використання. Існуючі оператори супутникового зв'язку повинні будуть переукомплектувати свої операції в топ-200 мегагерц діапазону, від 4,0 до 4,2 ГГц, і є захисна смуга 20 мегагерц на 3,98–4,0 ГГц.
Ліцензії на використання 3.7–3.98 Діапазон ГГц був проданий на аукціоні в грудні 2020 року Verizon, AT&T і T-Mobile — головні переможці аукціону. Verizon, AT&T і T-Mobile витратили приблизно 45 доларів мільярд, 23 дол млрд і 9 дол млрд відповідно під час аукціону.
У грудні 2021 року Boeing і Airbus закликали уряд США відкласти впровадження нової телефонної служби 5G, яка використовує C через занепокоєння перешкодами для деяких чутливих літакових приладів, особливо радіовисотомірів, що працюють на 4,2–4,4 ГГц. 18 січня 2022 року Verizon і AT&T оголосили, що у відповідь на ці занепокоєння вони відкладуть впровадження 5G в діапазоні C поблизу аеропортів.